# プラネット・テラー in グラインドハウス (サウンドトラック)
『オリジナル・サウンドトラック プラネット・テラー in グラインドハウス』（Planet Terror Soundtrack）は、2007年のロバート・ロドリゲスの映画『グラインドハウス』のセグメントである『プラネット・テラー』のサウンドトラックである。2007年4月3日にヴァレーズ・サラバンドより発売。ロドリゲスは2006年のコミコンで、このスコアはジョン・カーペンターによる音楽からインスピレーションを得たことを明らかにした。『プラネット・テラー』の撮影現場ではカーペンターの音楽を流していたという。

## 収録曲
1. 「グラインドハウス (メインタイトル)」 "Grindhouse (Main Titles)" - (ロバート・ロドリゲス)
2. 「医師ブロック」 "Doc Block" - (ロバート・ロドリゲス、カール・ティール)
3. 「シッコ (感染者)」 "The Sickos" - (ロバート・ロドリゲス、グレーム・レヴェル)
4. 「ユー・ビロング・トゥ・ミー」 "You Belong to Me" - 歌: ローズ・マッゴーワン (ピー・ウィー・キング、チルトン・プライス、レッド・スチュワート)
5. 「行くのよ、泣くのはナシ」 "Go Go Not Cry Cry" - (ロバート・ロドリゲス、リック・デル・カスティーリョ)
6. 「感染病棟」 "Hospital Epidemic" - (グレーム・レヴェル、ロバート・ロドリゲス)
7. 「無駄な才能その32」 "Useless Talent #32" - 歌: ローズ・マッゴーワン (レベッカ・ロドリゲス、ロバート・ロドリゲス)
8. 「俺の定義...それは苦痛」 "His Prescription... Pain" - (ロバート・ロドリゲス & カール・ティール)
9. 「愛しのチェリー」 "Cherry Darling" - (ロバート・ロドリゲス)
10. 「グラインド・ハウス・ブルース」 "The Grindhouse Blues" - (ロバート・ロドリゲス)
11. 「エル・レイ」 "El Wray" - (ロバート・ロドリゲス)
12. 「警察署襲撃」 "Police Station Assault" - (ロバート・ロドリゲス)
13. 「ダコタの反撃」 "Dakota" - (ロバート・ロドリゲス & カール・ティール)
14. 「ゼロから50の4」 "Zero to Fifty In Four" - (ロバート・ロドリゲス)
15. 「怒りのゾンビ・ロード」 "Fury Road" - (ロバート・ロドリゲス)
16. 「ヘリコプターでシッコ皆殺し」 "Helicopter Sicko Chopper" - (グレーム・レヴェル、ロバート・ロドリゲス)
17. 「ジャケットに隠した指輪」 "The Ring in the Jacket" - (ロバート・ロドリゲス、George Oldziey)
18. 「マシンガン・レッグ」 "Killer Legs" - (ロバート・ロドリゲス、リック・デル・カスティーリョ)
19. 「溶解兵士」 "Melting Member" - (グレーム・レヴェル、ロバート・ロドリゲス)
20. 「トゥー・ドランク・トゥ****」 "Too Drunk to Fuck" - 歌: Nouvelle Vague (ジェロ・ビアフラ)
21. 「チェリーの死亡遊戯」 "Cherry's Dance of Death" - 歌: Chingon (ロバート・ロドリゲス)
22. 「トゥー・アゲインスト・ザ・ワールド」 "Two Against the World" - 歌: ローズ・マッゴーワン (レベッカ・ロドリゲス、ロバート・ロドリゲス)